# Sabi
Sabi popř. Save (anglicky Save River, portugalsky Rio Save) je řeka ve Východní Africe v Zimbabwe a v Mosambiku. Je 640 km dlouhá.

## Průběh toku
Pramení na planině Matabele a ústí do Indického oceánu.

## Vodní režim
Největší průtok má v létě (prosinec až únor).

## Využití
Vodní doprava je možná na dolním toku v létě pro nevelké lodě. Využívá se pro zavlažování.